# Chionaema nyasica
Chionaema nyasica là một loài bướm đêm thuộc phân họ Arctiinae, họ Erebidae.